# 阿祖罗港
阿祖罗港（義大利語：Porto Azzurro）是意大利利佛诺省的一个市镇。总面积13平方公里，人口3527人，人口密度271.3人/平方公里（2009年）。ISTAT代码为049013。